# ペテロの葬列
『ペテロの葬列』（ぺてろのそうれつ）は、宮部みゆきの長編推理小説。杉村三郎シリーズ第3作。

## 概要

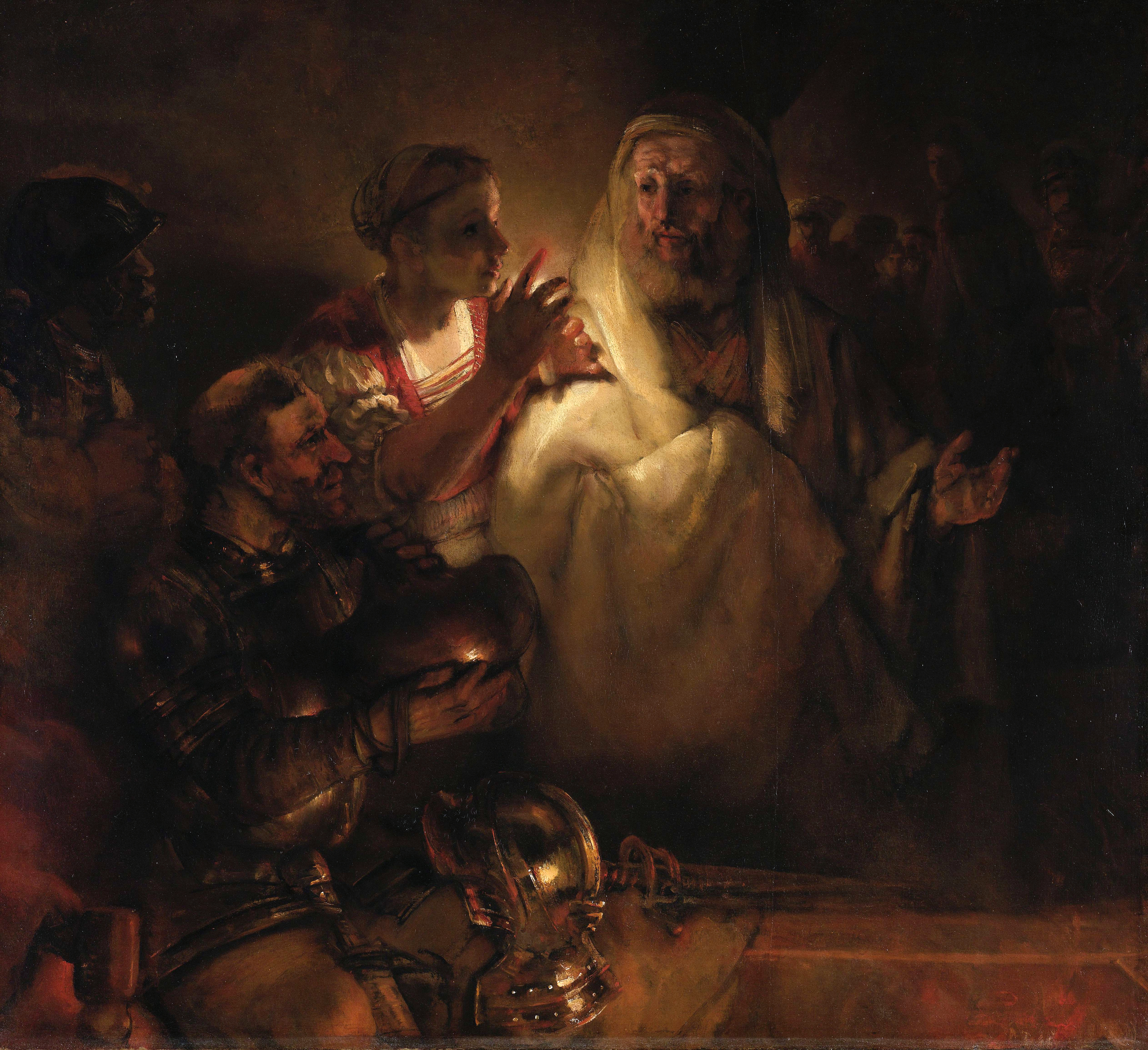
レンブラント「聖ペテロの否認」

時系列は前作『名もなき毒』から約2年経過している。『千葉日報』など22紙で2010年9月12日から2013年10月3日まで順次掲載され、2013年12月20日に集英社から単行本が発売された。2016年4月8日に文藝春秋から上下巻に分冊した文春文庫版が発売され、解説を杉江松恋が務めた。
主人公は自身が巻き込まれたバスジャック事件に伴う複数の謎を調べていくうちに、昭和に起きたある有名な大事件にたどり着く。日本という国、人間の本質に潜む闇と向き合うことになった主人公は本作で人生の転機が訪れる。過去に罪を犯したが後に悔い改めた者の象徴として聖ペテロがフィーチャーされ、1660年にレンブラントによって描かれた絵画「聖ペテロの否認」が作中の要素として登場する。また2000年から2002年の映画作品『ロード・オブ・ザ・リング』（原作『指輪物語』）がストーリーの要素として用いられている。
TBS系列にて2014年7月から放送の杉村三郎シリーズ第2弾、『ペテロの葬列』として映像化された。

## あらすじ
今多コンツェルン会長室直属グループ広報室に勤める杉村三郎は、編集長・園田瑛子と広報誌の取材で房総の町を訪れた帰り道、拳銃を持った老人が起こしたバスジャックに遭遇する。運転手を含む乗客は男女合わせて7人。老人は「警察を呼んでください」と意外な指示を出した後、人質全員に「後で慰謝料をお支払いします」と謎めいた提案をする。そして老人は、自らが「悪人」と称する3人の人物を連れてくるように要求するが、事件は3時間という短い時間であっけなく解決を迎える。
バスジャック事件後、三郎の周囲では、今多コンツェルン本社から異動してきた井手正夫によるセクハラ問題、そしてかつて広報室での以前のトラブルがきっかけで知り合った私立探偵・北見一郎の過去の依頼人である足立則生が容疑者となった殺人事件が発生する。さらに、バスジャック事件の人質になった者たちの元には、犯人の老人が予告した通り慰謝料が届けられてくる。
慰謝料を受け取るべきか、それとも警察に届けるべきか。その扱い方を決めるため、三郎は乗客たちの協力を得ながら、慰謝料の送り主や、犯人の老人の真意を探っていく。しかしその先には、思いがけない事件が待ち受けていた。そして、人間の本質に潜む闇の正体に触れてきた三郎自身にも、人生の転機が訪れる。

## 登場人物
杉村三郎
今多コンツェルングループ広報室の副編集長兼記者。
今多嘉親
今多コンツェルンの会長であり、三郎の義父。
杉村菜穂子
三郎の妻であり、嘉親の娘。
園田瑛子
グループ広報室の室長兼編集長。
北見一郎（）
故人。私立探偵で元警察官。2年前の連続無差別毒殺事件に関わる中で、三郎を自身の遺志を継ぐ人物と見定め、遺言を託した。
北見夫人
夫の一郎が警察官を辞めて私立探偵を開業するという決断をした際、息子を連れて夫のもとを離れていたが、死期の迫った夫の元に戻り最期を看取った。その後、夫が住んでいた都営住宅に息子と共に入居した。
司（）
北見一郎の息子。かつては家庭を顧みなかった父親に対し怒りを抱いていたが、父親が私立探偵として多くの人々を助けたことを知り、その怒りは消えた。
秋山省吾（）
若手ジャーナリスト。2年前の連続無差別毒殺事件で三郎と知り合い、従妹の五味淵まゆみを広報室に紹介した。

### バスジャック事件の関係者
佐藤一郎
バスジャック事件の実行犯である老人。「佐藤一郎」は事件中に自ら名乗った偽名。痩せて小柄な体格ながらも、拳銃という抑止力と巧みな話術による人心掌握術で人質たちを支配下に置いた。その隙のない制圧ぶりに園田は正体について何らかの心当たりを抱き、やがて恐れるようになる。事件後、「暮木一光（くれき かずみつ）」というアパートに暮らす老人で、顔見知りの民生委員からも生活保護が必要だと感じられるほど貧窮していたことが判明する。
坂本啓（）
バスジャック事件の人質の一人である青年。大学に通っていたが、将来への展望を見出せず中退。介護施設「クラステ海風」の清掃員のアルバイト面接からの帰りにバスに乗車していた。事件後、前野と交際を始め、清掃会社に勤務するが後に退職する。
前野（）
バスジャック事件の人質の一人である若い女性。将来の夢はパティシエであり、そのための学費を工面するため「クラステ海風」で調理補助のアルバイトをしている。人懐っこく泣き虫な性格で、乗客の中では慌て者でそそっかしい一面が目立つ。小学校1年生の頃に自分の名前の「イ」を「リ」と書き間違えたことから「前のめり」と呼ばれることがあった。
田中雄一郎（）
バスジャック事件の人質の一人で、金属加工業を営む中小企業「田中金属加工」の社長である中年男性。負けず嫌いで現実主義かつ利己的な性格。佐藤に反抗するものの、しばしば言い負かされる。椎間板ヘルニアを患っている。佐藤の「慰謝料」の話には半信半疑ながらも、会社にとって必要だと最も積極的に聞き入っている。
迫田とよ子（）
バスジャック事件の人質の一人である薄紫に白髪を染めた老婦人。関節炎のため足が不自由。「クラステ海風」に入所している母親を見舞った帰りに、いつも利用するバスがトラックの横転事故で通行止めになったため、三郎たちの乗るバスに乗車した。事件中には危機的な状況を理解していないかのような発言を繰り返し、最終的に柴野と共にバスから降ろされた。
柴野和子（）
バスジャック事件に遭遇した路線バス「しおかぜライン」の女性運転手。非常に責任感が強く、バスジャック事件の最中に自分だけ乗客を残してバスを降りることを断固として拒む。シングルマザーであり、佳美という娘がいる。
山藤（）
千葉県警特務課所属の刑事（警部）。バスジャック事件の現場では交渉人を担当し、事件解決後も今内警部補と共に三郎たちに事情聴取を行う。
迫田美和子（）
迫田とよ子の娘。

### 今多コンツェルン関係者
遠山（）
会長第一秘書。「氷の女王」という異名を持つ。
橋本真佐彦（）
今多コンツェルン本部広報課外報係会長秘書室付担当次長。広報課のエリート。バスジャック事件に巻き込まれた杉村を心配する妻の菜穂子を、事件現場近くの県警まで送り届けた。
森信弘（）
元今多コンツェルン取締役。三郎と園田は広報誌「あおぞら」の取材のため、彼にインタビューを依頼していた。大手銀行から引き抜かれ財務畑を歩んでいたが、認知症を患った妻のため昨年春に引退し、房総半島の海辺の別荘地「シースター房総」に移り住んだ。聡明でフランクな人柄で周囲からの信頼も厚く、若い頃は女性にもてたという偉丈夫。妻のボランティア活動を通じて菜穂子とも親しく、三郎のことを気にかけている。
井手正夫（）
今多コンツェルングループ広報室の社員。広報室の歴史の中で初めて今多コンツェルン本社から異動してきた。
間野京子（）
今多コンツェルングループ広報室の準社員。既婚者で子供がいるが、夫は海外に単身赴任中。以前は嘉親が買収した高級エステサロンに勤務するエステティシャンだったが、家庭の事情で顧客の都合による不規則な勤務を続けられなくなり、彼女の明るさと技術を慕っていた常連客の菜穂子が嘉親に頼み込んで広報室に迎え入れられた。文章作成能力が高く広報室の戦力となる一方、井手からセクハラを受けて悩んでいる。
野本（）
今多コンツェルングループ広報室のアルバイト。国際経済学を専攻する20歳の学生で、おしゃれで周囲への気遣いができる人当たりの良さから「ホスト君」という渾名で呼ばれており、本人もかつてホストの面接を受けて不合格になったことがあるという。広報室の中では年齢の近い間野と親しく、井手によるセクハラから間野を庇うなど、井手に対して良い感情を抱いていない。
水田大造（）
社屋内の喫茶「睡蓮」のマスター。

## 書誌情報
- 単行本 : 2013年12月20日発売[1]、集英社、ISBN 978-4-0877-1532-3
- 文庫本 : 2016年4月8日発売[2][3]、文春文庫、ISBN 978-4-1679-0584-2（上）、ISBN 978-4-1679-0585-9（下）

## オーディオブック
前編が2023年8月18日、後編が同年9月29日よりAudibleで配信された。ナレーターは井上悟。